# 이토 슌
이토 슌(일본어: 伊東 俊, 1987년 10월 29일 ~ )는 일본의 축구 선수이다.

## 구단 경력
그는 2010년부터 202년까지 J리그의 몬테디오 야마가타, 에히메 FC, 교토 상가 FC, 로아소 구마모토에서 활동하였다.